# Трес-Сапотес

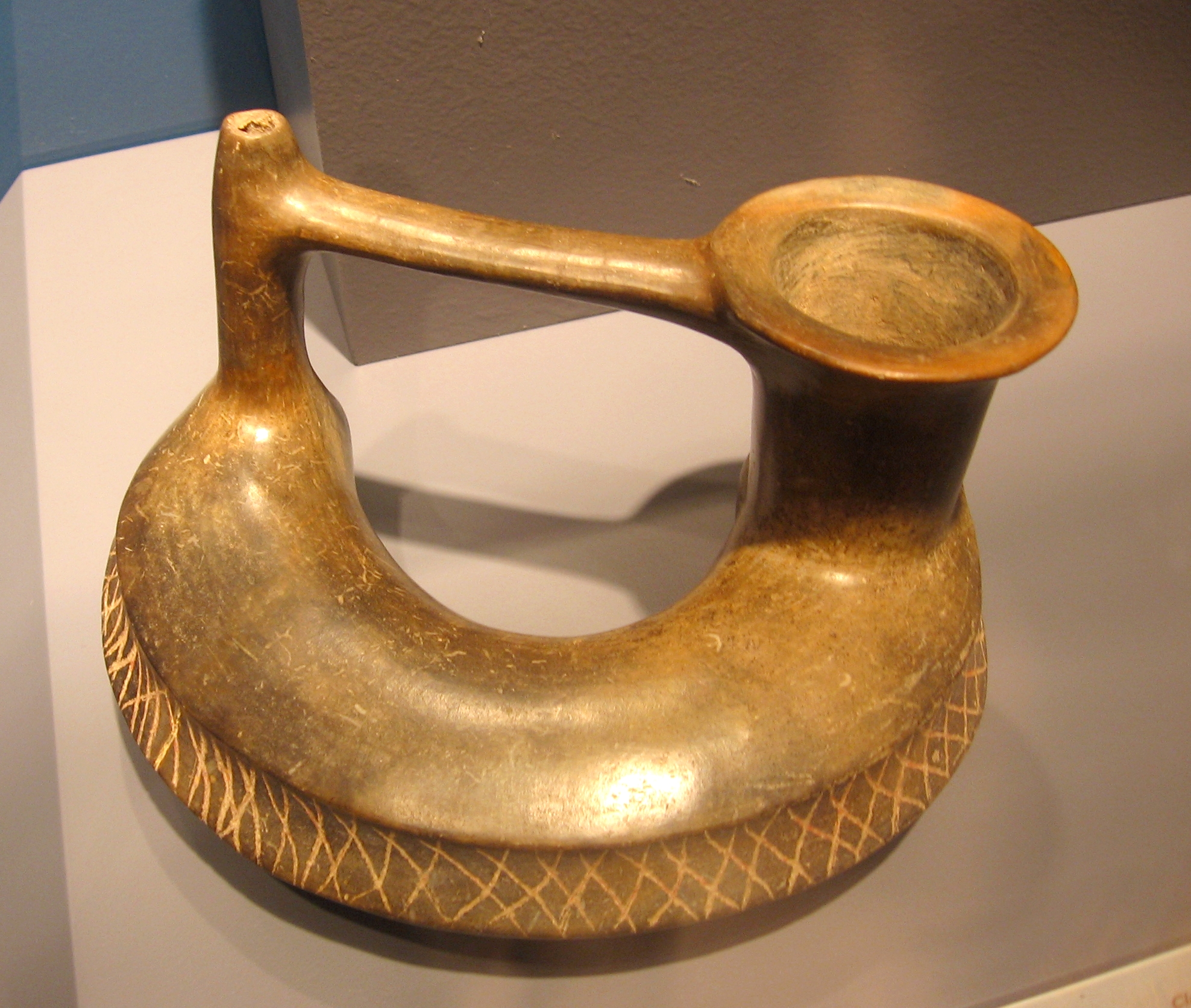
Епіольмекська посудина зі Трес-Сапотес

Трес-Сапотес (ісп. Tres Zapotes) — археологічна пам'ятка в Мексиці, розташована в південно-центральній частині низовини Мексиканської затоки в долині річки Папалоапан.

## Розташування
Археологічна пам'ятка розташована поблизу сучасного села Трес-Сапотес на захід від містечка Сантьяго-Туштла в штаті Веракрус на західному краю гірського масиву Лос-Туштлас на березі невеликої річки Ріо-Вейяпан (Rio Hueyapan). Ця територія є перехідною точкою між горами Лос-Туштлас і дельтою річки Папалоапан, завдяки чому жителі користувалися перевагами лісистих височин, а також боліт і струмків рівнинної місцевості. Близько 10 км на схід стоїть Серро-ель-Вігія (Cerro el Vigía), згаслий вулкан і важливе джерело базальту, вулканічного туфу, пісковику і глини. Розташована поблизу невелика археологічна пам'ятка в Ранчо-ла-Кобата (Rancho la Cobata), на північному краю Серро-ель-Вігія, ймовірно, була давньою майстернею пам'ятників, оскільки більшість базальтових споруд у Трес-Сапотес виготовлено з колосальних, «сфероїдних», гладких базальтів. каменів, які й нині можна знайти біля вершини колишнього вулкана. Діаметр деяких валунів сягає 3 метрів.

## Історія
2000-річна історія Трес-Сапотес як культурного центру не має прецедентів у Мезоамериці. Тут процвітали культури ольмеків, епіольмеків та класичного періоду. Іноді Трес-Сапотес вважають третім за значенням містом ольмеків після Сан-Лоренсо-Теночтітлана та Ла-Венти, хоча ольмекський етап становить лише незначну частину історії Трес-Сапотес, яка тривала й за епіольмеків та веракрусської культури.

## Планування
У Трес-Сапотес виявлено понад 160 курганів, платформ та подібних споруд; більшість із них — низькі платформи для житлових будівель. Чотири групи курганів у Трес-Сапотес формою нагадують кургани в Серро-де-лас-Месас, де також є площа, оточена із заходу пірамідальним або конічним курганом, а з півночі — довгим курганом. Довгі кургани, найпевніш, були фундаментами для адміністративних будівель та/або жител вищої еліти. На менших курганах розташовувалися житла менш впливових людей, а також храми.

## Музей
У селі Трес-Сапотес є археологічний музей, де представлено деякі знахідки. Дорога до музею дуже незручна для туристів.